# Браун, Уилли Льюис (младший)
Уилли Льюис Браун-младший (англ. Willie Lewis Brown Jr.; род. 20 марта 1934, Минеола, Техас) — американский юрист и политический деятель, член Демократической партии, член законодательного собрания штата Калифорния, спикер (1980—1995), 41-й мэр Сан-Франциско (1996—2004).

## Биография
Браун родился в Минеоле, штат Техас. Детство его прошло в бедности в сельских районах Техаса. После окончания школы переехал в Сан-Франциско. В 1955 году окончил Университет штата Калифорния в Сан-Франциско со степенью бакалавра политологии. В 1958 году получил степень доктора юриспруденции в Колледже права Гастингса. После этого несколько лет занимался частной юридической практикой. В 1964 году со второй попытки был избран в законодательное собрания штата Калифорния. В 1969 году стал партийным организатором демократов. В 1980 году избран спикером. Длительное нахождение Брауна во главе законодательного собрания стало одной из причин введения в Калифорнии ограничений на количество сроков для законодателей.
С 8 января 1996 по 8 января 2004 года Браун занимал пост мэра Сан-Франциско. Он был первым афроамериканцем на этой должности, существенно расширил расовое многообразие в городской администрации. После окончания второго срока Браун официально объявил об уходе из политики, но продолжил оказывать поддержку губернатору Арнольду Шварценеггеру и участвовать в сборах средств и агитации за других политиков. Также в 2006 году недолгое время вёл ток-шоу на радио. В 2008 году издал автобиографию. Снялся в небольших ролях в нескольких кинофильмах, включая «Крёстный отец 3», «Джордж из джунглей», «Всего одна ночь» и «Дневники принцессы».